# Стара Сама
Стара Са́ма (рос. Старая Сама) — селище у складі Івдельського міського округу Свердловської області.
Населення — 462 особи (2010, 639 у 2002).
Національний склад населення станом на 2002 рік: росіяни — 85 %.